# Nuestra Belleza Internacional
Nuestra Belleza Internacional fue un concurso internacional femenino, que sólo tuvo cuatro ediciones desde 1994 a 1997. Cada año lo emitía Univisión y era realizado en Miami, Estados Unidos en el mes de noviembre de cada año, luego de ello se descontinuó. Participaron  países de Latinoamérica y la comunidad de habla hispana de EE. UU. y España. No confundirlo con Nuestra Belleza Latina son concursos distintos.

## Ganadoras
| Año  | País      | Ganadora                     | Sede                  | N° de Candidatas |
| 1994 | Brasil    | Valeria Melo Peris           | Miami, Estados Unidos | 25               |
| 1995 | México    | Helen Amina Blancarte Tirado | Miami, Estados Unidos | 23               |
| 1996 | Brasil    | María Joana Parizotto        | Miami, Estados Unidos | 23               |
| 1997 | Venezuela | Daniela Kosan Montcourt      | Miami, Estados Unidos | 24               |

## Número de triunfos

##### Ganadoras
| País/Territorio | Titulos | Años       |
| Brasil          | 2       | 1994, 1996 |
| Venezuela       | 1       | 1997       |
| México          | 1       | 1995       |

##### Primera Finalista
| País/Territorio | Titulos | Años |
| Colombia        | 1       | 1997 |
| Bolivia         | 1       | 1996 |
| Perú            | 1       | 1995 |
| Venezuela       | 1       | 1994 |

#### Segunda Finalista
| País/Territorio | Titulos | Años       |
| Venezuela       | 2       | 1995, 1996 |
| Puerto Rico     | 1       | 1997       |